# Albert Einstein
Albert Einstein (tyska: [ˈalbɛʁt ˈʔaɪnʃtaɪn] ( lyssna)), född 14 mars 1879 i Ulm i Tyskland, död 18 april 1955 i Princeton i USA, var en tysk-amerikansk teoretisk fysiker av judisk börd. Han är mest känd för att ha utvecklat relativitetsteorierna, vilka medförde en revolution inom fysiken. Einstein räknas som en av fäderna till den moderna fysiken och anses av många ha haft ett av de mest kreativa intellekten någonsin. Han förutsåg bland annat gravitationsvågors existens 1916, vilket forskare publicerade direkta bevis för först hundra år senare. Han fick 1921 års Nobelpris i fysik för sin upptäckt av lagen för den fotoelektriska effekten.
Einstein är en av 1900-talets mest framträdande gestalter. Han har kommit att personifiera vetenskaplig genialitet. 
Under sin livstid erhöll han såväl schweiziskt som amerikanskt medborgarskap.
Många av Einsteins verk brändes under bokbålen runt om i Nazityskland 1933.

## Biografi

### Bakgrund
Albert Einstein var son till Hermann och Pauline Einstein, vilka var icke-religiösa ashkenaziska judar och tillhörde medelklassen, och hade en yngre syster, Maria "Maja" (1881–1951). Fadern var försäljare och drev senare en elektroteknisk fabrik. Familjen bosatte sig 1880 i München där Einstein gick i en katolsk skola. Mängder av myter cirkulerar om Albert Einsteins person. En av dessa är att han som barn skulle ha haft svårigheter med matematik, vilket dock motsägs av faktumet att han fick högsta möjliga betyg i ämnet. Han nämnde ofta senare att han inte trivdes i skolan på grund av dess pedagogik. Att Albert Einstein skulle vara släkt med musikvetaren Alfred Einstein är ett, ofta framfört, obevisat påstående. Alfred Einsteins dotter Eva har framhållit att något sådant släktskap inte existerar.
För att slippa militärtjänsten flyttade Einstein till Milano. Efter två år i Aarau, Schweiz, där han avlade studentexamen, började han 1896 studera vid Eidgenössische Technische Hochschule i Zürich. Han hade då avsagt sig sitt tyska medborgarskap, men fick schweiziskt medborgarskap först 1901, och var således statslös under några år. Einstein lämnade sin högskola år 1900 som lärare i matematik och fysik. År 1902 började han efter två år som gymnasielärare arbeta på patentverket i Bern i Schweiz, där han var verksam till 1909 då han blev biträdande professor vid universitetet i Zürich. Einstein gifte sig 1903 med matematikern Mileva Marić och levde ett tag i Novi Sad, Serbien (dåv. Ungern). Paret fick en dotter, Lieserl (1902–1903), och två söner, Hans Albert (1904–1973) och Eduard (1910–1965). Den sistnämnde visade sig lida av schizofreni. De skilde sig 1919. I brev mellan de båda framkommer att Mileva var en viktig samtalspart i Einsteins arbete under denna tid men det är osäkert till hur stor del hon bidrog till hans forskning.
Efter en kort period som professor i Prag 1911 blev han professor vid ETH och 1914 professor vid Humboldt-Universität zu Berlin. Samtidigt blev Einstein tysk medborgare än en gång. Under åren 1929–1932 tillbringade familjen somrarna i det sommarhus som Einstein låtit bygga i Caputh utanför Berlin, det nuvarande Einsteinhaus Caputh. När Adolf Hitler kom till makten 1933 lämnade Einstein Berlin och knöts till Institute for Advanced Study i Princeton. År 1940 fick han amerikanskt medborgarskap, men behöll samtidigt sitt schweiziska.

### Vetenskaplig gärning

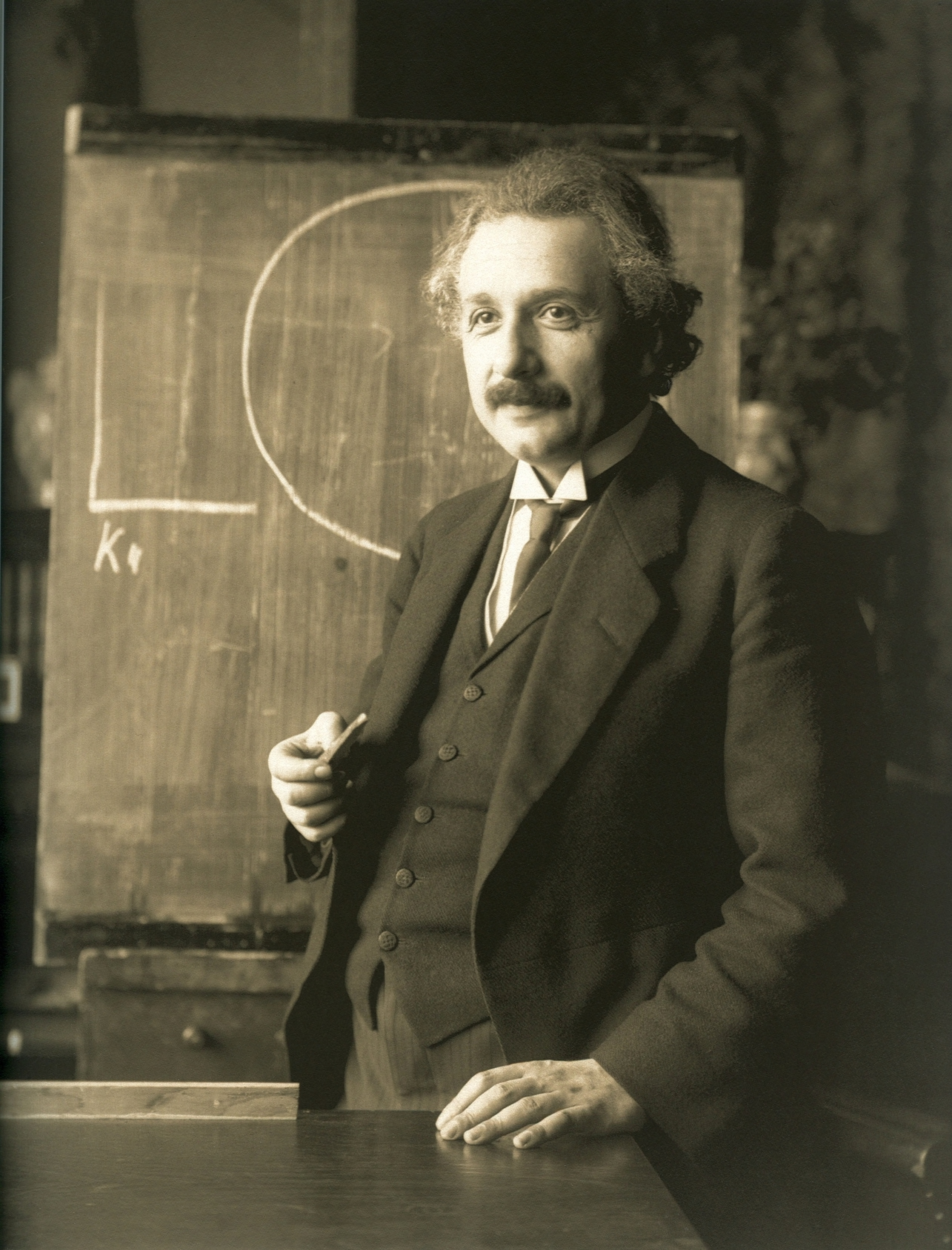
Albert Einstein 1921.

Under sitt annus mirabilis, 1905, då han var anställd vid patentverket i Bern publicerade han fem arbeten: sin doktorsavhandling och fyra artiklar i fysiktidskriften Annalen der Physik.  
Den första artikeln beskrev ljusets kvantisering och förklarar den fotoelektriska effekten, för vilken han senare fick 1921 års Nobelpris i fysik.  Den andra var ett arbete om den brownska rörelsen, som i praktiken bevisade atomernas (och molekylernas) existens, vilket Einstein också arbetade med i sin doktorsavhandling. Det tredje var den speciella relativitetsteorin 1905, för vilken han är mest känd. Artikeln utgår från Maxwells ekvationer och kommer fram till sambanden mellan rums- och tidskoordinaterna för två inertialsystem som befinner sig i rörelse relativt varandra.  Detta lägger grunden till att vi numera kan se rum och tid som förenade i en fyrdimensionell rumtid, vilket klargjordes några år senare av Minkowski. Den fjärde artikeln, om ekvivalensen mellan massa och energi, innehöll den berömda formeln 
{\displaystyle E=mc^{2}}
där E betecknar energin, m massan och c ljusets hastighet i vakuum.  Denna formel tolkas ofta som en förutsägelse om vilka energimängder som kan utvinnas ur materia.  Einstein använde ofta så kallade tankeexperiment för att härleda sina teoretiska resultat.
1906 publicerade Einstein också en berömd artikel om specifik värme för fasta kroppar. Detta var den första tillämpningen någonsin av kvantteorin på fasta kroppar.
Under åren 1907–1916 utvecklade Einstein den allmänna relativitetsteorin, vilken kunde klarlägga de orsaker till planetrörelserna som Isaac Newtons klassiska mekanik inte kunde förklara.
En intressant konsekvens av den allmänna relativitetsteorin var att ljus påverkas av gravitationen, vilket bekräftades vid en solförmörkelse 1919. Man kunde då mäta att stjärnor i närheten av solens rand, som då kunde observeras, skenbart ändrat sin position. Att ljuset kröks av gravitationen är enligt den allmänna relativitetsteorin en konsekvens av att rummets geometri påverkas av materians massa – det krökta universum. Einstein hade redan tidigare börjat bli ett namn inom vetenskapliga kretsar, men uppmärksamheten i samband med solförmörkelsen gjorde Einstein känd för den stora allmänheten. Einsteins populära bok om relativitetsteorin översattes under 1920 och 1921 till ett antal språk, och vid hans besök i New York 1921 var de stora banderollerna framdragna. Einstein var flitigt ute på föreläsningsturné åren 1920–1923, och under denna "Einsteinfeber" nämndes hans namn parallellt med moderna begrepp som kubism, ryska revolutionen, sexualupplysning, barnbegränsning och jazz.
Från att ha varit en pionjär inom kvantfysiken började Einstein från mitten av 1920-talet kritisera kvantmekaniken. Einstein vände sig mot att kvantmekaniken endast tycktes kunna förutsäga sannolikheten för olika händelser, och menade att fysiken i princip måste vara deterministisk, så att man i princip kan förutsäga exakt vad som händer om man har den fullständiga informationen om utgångstillståndet. Hans diskussioner med Niels Bohr är berömda. Ett känt citat som rör hans motstånd mot kvantmekaniken är ”Gud kastar inte tärning”. Bohr svarade: ”Du ska inte tala om för Gud vad han ska göra”. En annan forskare som delvis instämde i Einsteins kritik var Erwin Schrödinger. Schrödinger hade utvecklat Schrödingerekvationen som ger vågfunktionen för ett kvantmekaniskt tillstånd.  Schrödinger-ekvationen är en differentialekvation som i sig själv är fullständigt deteministisk, men vågfunktionen, som är dess lösning, är inte direkt mätbar. Det man kan göra är att använda vågfunktionen för att till exempel beräkna sannolikheten att en elektron i en atom ska befinna sig inom ett visst avstånd från sin atomkärna, eller beräkna olika medelvärden för utfallen av de fysikaliska mätningar man kan göra, och i detta steget förlorar man alltså determinismens tvärsäkra slutsatser. Schrödinger formulerade sitt tankeexperiment om Schrödingers katt, för att illustrera detta problem att man kan få en vågfunktion som beskriver två diametralt motsatta utfall av ett experiment, en död katt eller en levande katt, och frågan är då när experimentet antar det ena eller andra utfallet. Einstein å sin sida formulerade senare ett tankeexperiment med Nathan Rosen och Boris Podolsky, EPR-experimentet, där två sammanflätade partiklar på avstånd tycks påverka varandras polarisation om de är fotoner, eller spinn om de är elektroner.   Utfallet av experimentet visar att partiklarnas polarisations- eller spinntillstånd inte är fastlagda när de sänds ut, utan bestäms först i det ögonblick då mätningen på den ena partikeln sker, och att tillståndet för den andra partikeln också bestäms i det ögonblicket, så att kvantmekaniken tycks kräva en form av spöklik växelverkan mellan partiklarna.  Tankeexperimentet analyserades senare i detalj av John S. Bell, som kommer fram till att inte någon form av lokal teori kan förklara det kvantmekaniska utfallet av experimentet.  Flera forskare,  främst Alain Aspect, visar senare på 1970- och  80-talen experimentellt att utfallet av experimentet stämmer med kvantmekaniken.
Mot slutet av sitt liv arbetade Einstein på att hitta en teori som förenade alla naturkrafterna, men arbetet ledde aldrig till några definitiva resultat. Däremot råkade han under detta arbete hamna i en prioritetskonflikt med Schrödinger som arbetade med samma problem. I våra dagar så siktar till exempel strängteorin och loopkvantgravitation mot samma mål.  En utmaning för dessa teorier är att förklara vad som händer med informationen i ett svart hål, som är en lösning till Einsteins allmänna relativitetsteori, då det svarta hålet avdunstar som en effekt av kvantmekaniken.
Albert Einstein tillhör den lilla skara som har fått ett grundämne uppkallat efter sig: einsteinium med atomnummer 99.
En mindre känd upptäckt av Einstein, tillsammans med Satyendra Nath Bose, är att gaspartiklar kan gå samman i större monoatomer, så kallat Bose–Einstein-kondensat, då de utsätts för extremt låga temperaturer i närheten av absoluta nollpunkten. Detta bekräftades experimentellt 1995. På Universitetet i Leiden har man hittat originalmanuskript om Einsteins tes angående detta.

### Politiska engagemang
Einsteins politiska engagemang började under första världskriget. Han blev medlem i föreningen Bund Neues Vaterland (senare kallad Deutsche Liga für Menschenrechte) som arbetade för en snabb fred utan territoriella anspråk. Målet var också att skapa en internationell organisation som skulle undvika framtida krig.
1918 tillhörde han de första i partiet Deutsche Demokratische Partei. Han var medlem av en kommission i Nationernas förbund.
På 1920-talet fick den växande antisemitismen honom att engagera sig för sionismen. Han tog samtidigt avstånd från nationalism och tycks ha förespråkat att judar och araber skulle leva i fredlig samexistens i samma land.
Internationellt känd blev Einsteins korrespondens med till exempel Sigmund Freud och Heinrich Mann. Där visade han en pacifistisk grundinställning.
Einsteins pacifistiska inställning och hans brist på respekt för auktoriteter väckte också starka antipatier från vissa håll, inte minst i USA dit han hade emigrerat i december 1932. I FBI:s öppna arkiv finns en mängd tidigare hemligstämplad brevväxling om Einstein, brev från bekymrade sheriffer, militärer och vanliga medborgare och svar från FBI, ibland från chefen J. Edgar Hoover personligen. 
I ett långt brev som inleder arkivet skriver The Woman Patriot Organization i Washington DC om Einsteins revolutionära sympatier och betecknar honom som farligare än Leo Trotskij. Brevet avsändes dagen innan Einstein lämnade Tyskland. Vid den tiden föreföll det vara en kortare föreläsningsturné och hans avresa sågs inte som början på hans emigration. I brevet framställs Einstein som en samhällsomstörtare och avsändarna var människor ur Washingtons elit. Det tycks ha varit Einsteins stöd, med pengar och ord, till pacifism och civil olydnad som upprörde dem mest. Liksom i Sovjetunionen vid samma tid tolkade man relativitetsteorin som en (kultur)relativistisk filosofi enligt vilken alla tankar är lika mycket värda. 

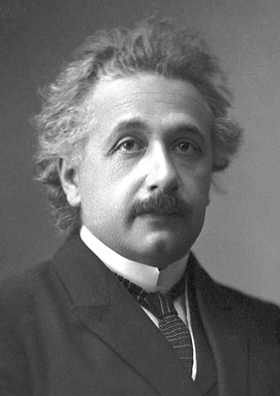
Einstein, 1921.

Brevet från kvinnoklubben bevarades på FBI:s kontor, och när en ledande underrättelseman, generalmajor Sherman Miles, som kort därefter blev chef för arméns underrättelsetjänst, 1940 hörde av sig till Hoover och frågade om Einsteins kommunistsympatier, skickade Hoover honom en kopia av brevet med tillägget att man inte ansåg sig kunna "vara säker på värdet av denna information".
På uppmaning av bland andra Leo Szilard undertecknade Einstein i augusti 1939 Einstein-Szilárdbrevet till president Roosevelt där man informerade om att kärnklyvning troligen kunde utnyttjas i nya mycket kraftiga vapen. Enligt brevet var det möjligt att Hitler redan hade inlett forskning, varför det borde vara angeläget för USA att öka sina kunskaper inom området. Även tillgång till uran var betydelsefullt. Roosevelt vidarebefordrade brevet till sina tjänstemän men först i slutet av 1941 nådde det personer som insåg dess betydelse, vilket ledde till Manhattanprojektet.
1949 publicerade Einstein artikeln ”Why Socialism?” i tidskriften Monthly Review. I artikeln skriver han:
| ”                       | Detta förlamande av individer anser jag vara kapitalismens värsta ondska. Hela vårt utbildningssystem lider av denna ondska. En överdriven tävlingsattityd inpräntas i studenten, som är tränad till att avguda behovet av materiell framgång som en förberedelse för sin framtida karriär. Jag är övertygad om att det enbart finns en väg att eliminera denna grava ondska, nämligen genom upprättandet av en socialistisk ekonomi, åtföljt av ett utbildningssystem som är orienterat mot sociala mål. | „ |
| – Albert Einstein, 1949 | |   |

1952 blev han erbjuden att bli president i Israel. Han tackade dock nej med motiveringen ”equations are more important to me because politics is for the present, but an equation is something for eternity", på svenska ungefär "Ekvationer är viktigare för mig än politik. Politik är för nuet men ekvationer är för evigt".

## Albert Einstein i Sverige

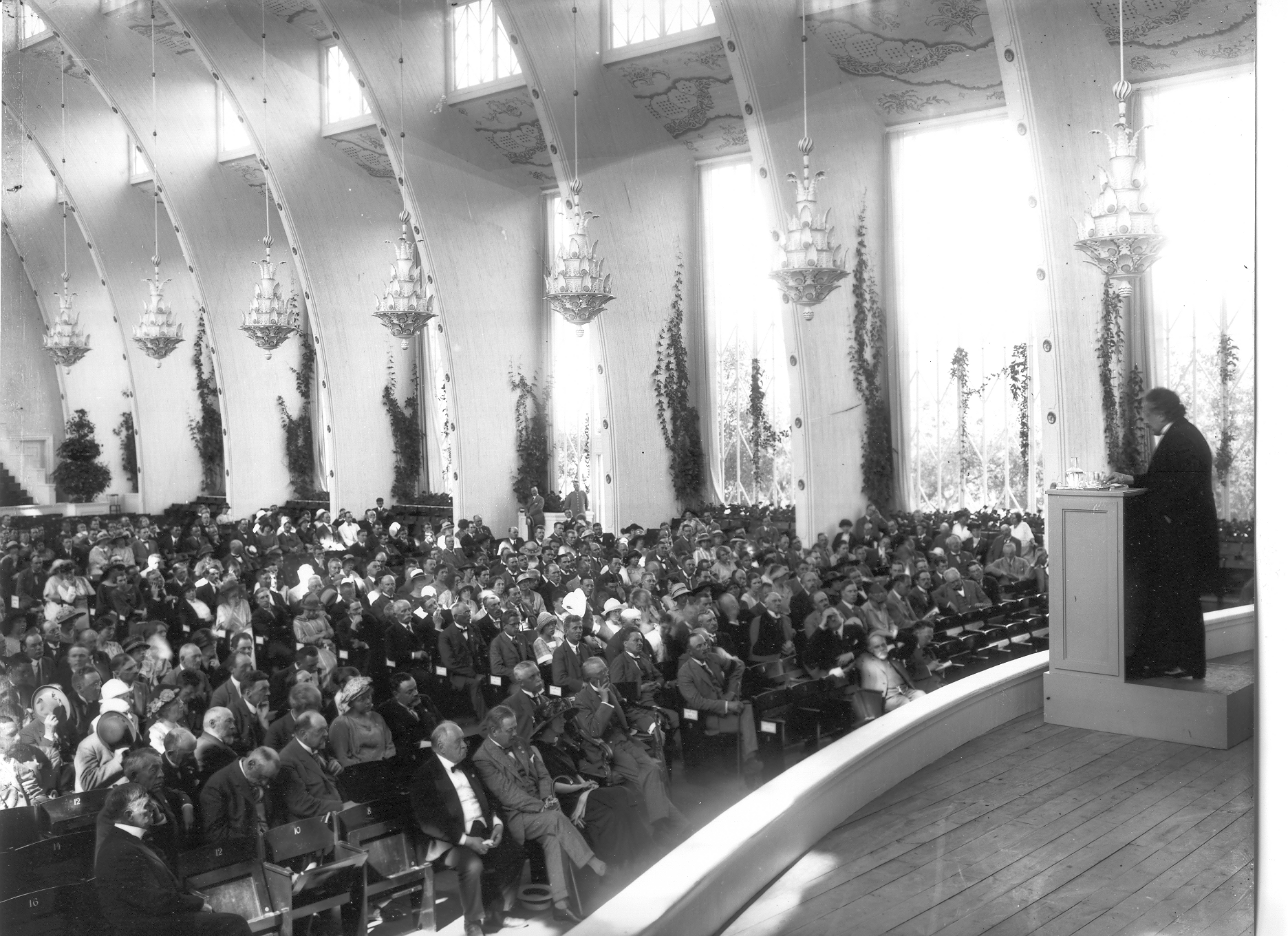
Einstein håller sin föreläsning i Göteborg 1923. På bilden syns kung Gustaf V, Gustaf Ekman och Svante Arrhenius.

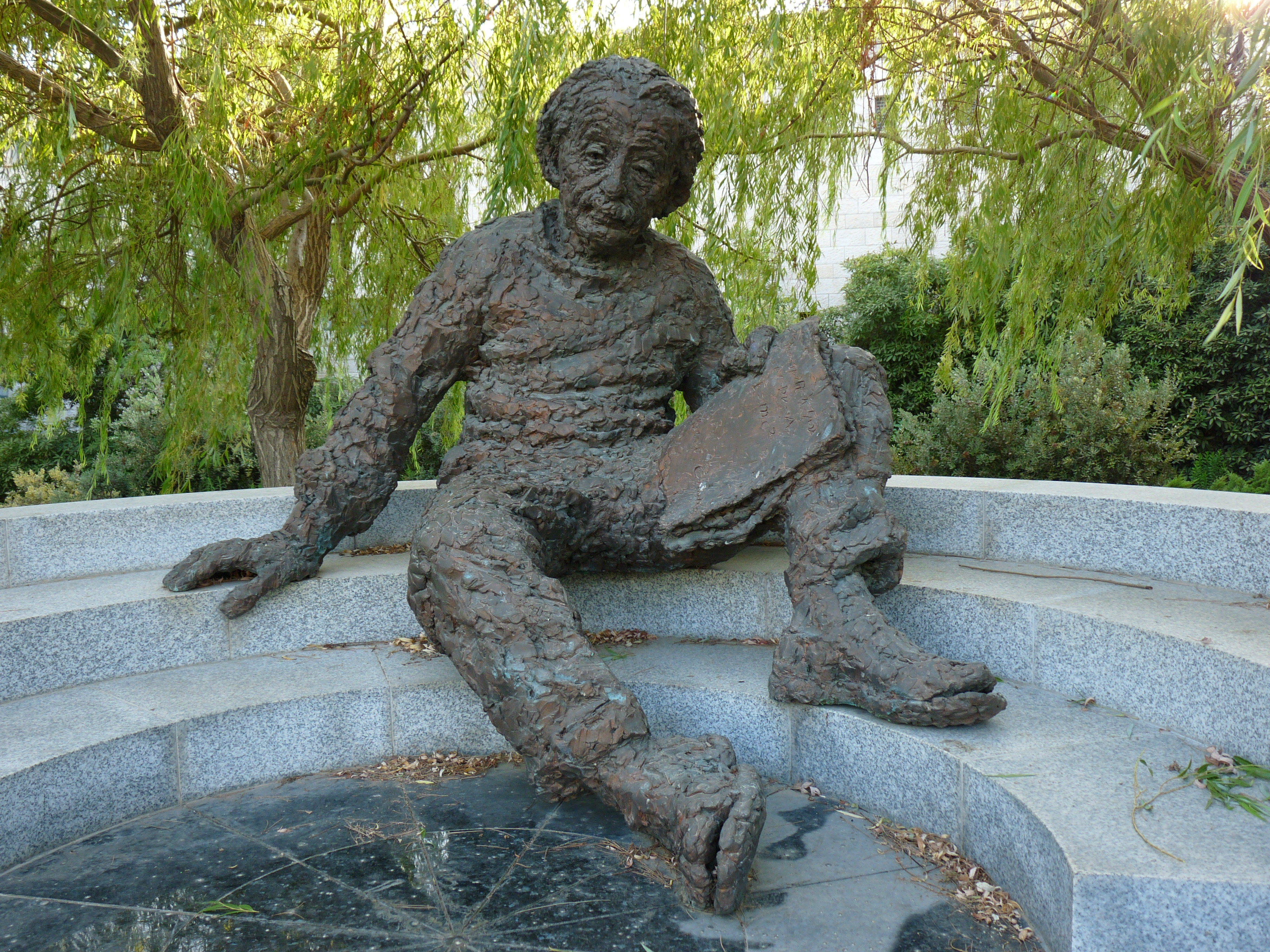
Staty av Albert Einstein i Israel Academy of Sciences and Humanities.

Albert Einstein tilldelades år 1921 Nobelpriset i fysik, vilket tillkännagavs hösten 1922. Vid prisutdelningen i december 1922 var Einstein dock i Japan och kunde inte ta emot priset. Priset och diplomet fick han motta i Berlin under 1923. Själva penningsumman – vilken gick direkt till hans före detta hustru Mileva Marić som han skilt sig från 1919 – som vidhängde Nobelpriset kunde dock utbetalas först när Einstein hållit sin Nobelföreläsning.
Albert Einstein bjöds in till Göteborg av fysikern och kemisten Svante Arrhenius – som satt i Nobelkommittén – och han skulle föreläsa under det 17:e Skandinaviska Naturforskarmötet, som sammanföll med Göteborgs jubileumsutställning 1923. Einstein kom till Göteborg under en världsturné som startat i Berlin och som tagit honom till Nederländerna, Storbritannien, USA, Frankrike, Palestina, Spanien och Japan. Han skulle ha hållit föreläsningen den 9 juli i kongresshallen på Liseberg men dök då inte upp. Först dagen efter den 10 juli höll Einstein en föreläsning på Naturforskarmötet och 11 juli, hölls föreläsningen inför en fullsatt kongresshall (1000 personer). Men i stället för att hålla en föreläsning om den fotoelektriska effekt han fått priset för föreläste han om relativitetsteorin, förmodligen på allmän begäran. Relativitetsteorin var det han under senaste åren främst blivit berömd för. Nobelpriskommittén ville dock inte belöna en så teoretisk insats, trots att även den vetenskapliga världen insåg teorins betydelse; av det femtiotalet Nobelprisnomineringar Einstein fått sedan 1910 hade endast två berört den fotoelektriska effekten.
Under sitt besök i Göteborg bodde Einstein i det så kallade Chalmerska huset på Södra Hamngatan 11 hos Gustaf Ekman, som var god vän till Arrhenius.
Einstein invaldes 1928 som utländsk ledamot av Kungliga Vetenskapsakademien.

## Hedersbetygelser
- 12 november 1919 blev han hedersdoktor vid Rostocks universitet.
- 1921 tilldelades Albert Einstein Matteuccimedaljen.
- 1922 tilldelades Albert Einstein 1921 års Nobelpris i fysik.
- 1925 tilldelades han Copleymedaljen.
- 1926 tilldelades Einstein Royal Astronomical Societys guldmedalj.
- 1929 tilldelades han Max Planck-medaljen.
- 1931 tilldelades han Jules Janssens pris.
- 1935 tilldelades han Franklinmedaljen.
- 1964 uppkallades en krater på månen efter Einstein.[37]
- 1999 – TIME Magazine utnämner honom till Århundradets person.
- Asteroiden 2001 Einstein är uppkallad efter honom.[38]
- 2005 firades det att det var 100 år sedan relativitetsteorin presenterades. I Tyskland utropades till exempel hela året till ett jubileum till Einsteins minne. Även i Sverige fanns det utställningar för att hylla Einstein och hans upptäckter.
- Museer och permanenta utställningar till Einsteins minne finns bland annat i Caputh i Tyskland (se Einsteinhaus Caputh) och i Bern i Schweiz.  Ett nytt Einsteinmuseum planeras även i Jerusalem i Israel.  Ett minnesmärke över Einstein finns vid platsen för hans födelsehus i Ulm, Tyskland.
- ESA:s Automated transfer vehicle ATV-004 Albert Einstein var uppkallad efter honom.
- Efter honom finns "Albert Einsteins fredspris".
- Grundämnet einsteinium fick namnet efter honom.